# 帕派庫 (夏威夷州)
帕哈拉（英語：Papaikou）是位於美國夏威夷州夏威夷縣的一個人口普查指定地區。

## 地理
帕哈拉的座標為19°47′38″N 155°05′48″W / 19.79389°N 155.09667°W，而該地最高點為海拔高度72米（即236英尺）。

## 人口
根據2010年美國人口普查的數據，帕哈拉的面積為4.86平方千米，當中陸地面積為3.74平方千米，而水域面積為1.12平方千米。當地共有人口1314人，而人口密度為每平方千米270人。